# Peritropoides
Peritropoides is een geslacht van wantsen uit de familie van de Miridae (Blindwantsen). Het geslacht werd voor het eerst wetenschappelijk beschreven door Carvalho in 1955.

## Soorten
Het genus bevat de volgende soorten:

- Peritropoides annulatus Carvalho, 1955
- Peritropoides ariasi Carvalho, 1982
- Peritropoides barensis Carvalho, 1982
- Peritropoides duckei Carvalho, 1982
- Peritropoides guianus Carvalho, Costa & Chérot 2001
- Peritropoides pennyi Carvalho, 1982
- Peritropoides quadrinotatus Carvalho, 1955